# 雷神2：黑暗世界
《雷神索爾2：黑暗世界》（英語：Thor: The Dark World）是一部於2013年上映的美国超级英雄电影，本片由亞倫·泰勒執導，由漫威影業製作，並由華特迪士尼工作室電影發行，由克里斯·漢斯沃、娜塔莉·波曼、湯姆·希德斯頓、克里斯多福·艾克斯頓主演。本片为2011年电影《雷神》之续集，亦是漫威电影宇宙系列的第八部电影，改編自漫威漫畫旗下的超級英雄雷神索爾。
本片於2013年10月22日在英國倫敦首映，臺灣、香港、澳門、新加坡於10月31日上映，美國、中國大陸於11月8日上映。

## 劇情
很久以前，奧丁之父波爾在黑暗世界領軍擊退黑暗魔兵領袖魔雷基，其意圖使用一種具有黑暗侵蝕能力的武器「乙太」掌控宇宙。魔雷基犧牲他的族民而與少許軍隊逃離至宇宙深處沉寂，而波爾便將乙太封印至宇宙最遙遠的地方。2013年，索爾繼續守護著宇宙九界，功績累累的他本來將順理成章繼承王位，但他慢慢感覺到稱王已經不再是他所追求的東西。在地球，珍·佛斯特經過兩年分離後決定放棄等待他，回到英國倫敦繼續天體研究。一日，珍的實習生黛絲發現一個出現多數隔空移物傳送門的貨櫃場，珍追蹤信號源時被一股力量強迫拖進入乙太封印地，靠近封印乙太的石柱時被其視為宿主而被強行附身。在宇宙深處沉睡的魔雷基而與其他部下們感覺到乙太呼喚而相繼甦醒，發現地球剛好是五千年才會發生一次的宇宙九界串連成直線之現象「聚合」（Convergence）的中心。
珍甦醒後發現她回到貨櫃場，出去時從黛絲發現她擔心其失蹤而叫來警察。索爾從海姆達爾得知珍失蹤的事情後靠彩虹橋回到珍面前，但珍有點沒辦法接受索爾當初沒有照約定回來。當警察打算將珍帶回去偵訊時，珍體內的乙太開始釋放能量進行自防，使得索爾在別無選擇下將珍帶到阿斯嘉治癒和看護。不久，魔雷基準備領軍侵略阿斯嘉以血債血償，派遣心腹戰士阿爾戈姆冒充俘虜進入阿斯嘉地牢做內應，其隨即釋放所有罪犯造成慌亂；而他唯獨沒釋放因在地球的深重罪行而淪為囚犯的洛基。魔雷基隨著一架戰機抵達皇宮，炸毀奧丁的王位來到皇后寢宮，殺死守護珍的芙瑞嘉。沒及時趕來的索爾電焦魔雷基的右臉，而剩餘敵軍則集體撤退。當晚，阿斯嘉舉行芙瑞嘉與其他死難者的葬禮，所有人含著悲傷看著芙瑞嘉火化離去，而地牢中的洛基得知芙瑞嘉的死訊後也承受打擊。
索爾預計他們不會撐過下一次進攻，發現連奧丁因為妻子之死而喪失理智，便決定聯合戰友們孤軍奮戰。由於彩虹橋被奧丁關閉，索爾只好找唯一知道各界之間秘密通道的洛基來聯手，兄弟倆帶著珍在海姆達爾、沃斯塔格、范達爾與希芙的帮助下，從秘密通道到達黑暗世界。為了成功擊潰乙太而讓魔雷基無法使用，兄弟倆便上演一場苦肉計後全力反擊，但卻錯估形勢，乙太在電擊之下還是完好無損。魔雷基和乙太合體、獲得所有力量後前往地球，索爾盡全力與阿爾戈姆決鬥卻遭到擊敗，洛基為了救索爾而身受重傷，但他也趁機啟動阿爾戈姆身上的黑洞炸彈而讓他被炸死。索爾本來想對洛基搶救並對他正名，但洛基在道完歉後還是死去。僅剩兩人的索爾和珍原本被困在星球上，但珍的手機突然響起，使兩人幸運穿過一道通向地球的傳送門而回到倫敦的貨櫃場。
珍回家與黛絲和艾瑞克·沙維格討論先前的重力異常現象，艾瑞克將他近來調查到的聚合地點列出後，發現連接中心點位於英國格林威治。隔天，魔雷基駕駛指揮塔登陸格林威治大學廣場，空軍戰鬥機攻擊失敗後，索爾則全力和他對戰，但珍靠一些空間轉換儀器在廣場上製造出一系列傳送門，讓兩者之間的戰鬥轉換到不同界。回到廣場的魔雷基發現九界已連成一條直線，開始釋放乙太吞噬九界。索爾獨自接過珍的轉換儀器走進乙太產生的風暴中，用鎚子和一支儀器棒靠錘釘子方式砸中魔雷基，讓珍將魔雷基轉移回黑暗世界。乙太力量消失後，索爾因力盡而昏迷不醒，指揮塔因為嚴重受損而崩塌。珍在拖不動索爾的情況下決定抱著他一起殉情，所幸艾瑞克在關鍵時刻將整座塔轉移回黑暗世界，當時無法動彈的魔雷基則被塔直接砸死。
索爾恢復清醒後和珍相擁，之後返回阿斯嘉與奧丁解釋違規一事，表明他決定放棄繼承王位、回去地球守護他深愛的珍與地球。奧丁准許他的請求，索爾高兴地回到地球與珍再度團聚。但當他離開後，坐在王位上的奧丁現出他實為洛基的原型，其靠假造死亡而成功霸佔王位。後來，沃斯塔格與希芙將乙太封存至盒中後，將其交給收藏着全宇宙最神聖物品的坦利亞·帝凡，表明此物放在收藏着「宇宙魔方」的阿斯嘉寶庫並不安全。當兩人離開後，帝凡握著乙太盒說「到手一個，還差五個」。

## 演員
| 演員                       | 角色                      | 備註 |
| 克里斯·海姆斯沃斯          | 索爾                      | 原型為北歐神話中的索爾，奧丁的兒子，擁有無比強大的力量，在與繼弟洛基的鬥爭中領會了真正的「王的情懷」，武器為雷神之鎚。為了對抗前所未見的敵人黑暗魔兵與拯救愛人珍而和先前被囚禁的洛基談判，準備一同作戰。 |
| 娜塔莉·波特曼              | 珍·佛斯特                 | 一名擁有三個學位的天體科學家，索爾的女友，在與索爾分別後持續尋找著索爾的行蹤。在本片中創造了蟲洞並與索爾一同拯救宇宙。                                                                                   |
| 汤姆·希德勒斯顿            | 洛基                      | 原型為北歐神話中的洛基，索爾的弟弟，奧丁的養子，不僅渴望權力，覬覦王位，其征服的野心也相當強烈。受到哥哥的委託要對付外敵，其並肩作戰，可這卻暗藏著陰謀。                                                 |
| 安東尼·霍普金斯            | 奧丁                      | 眾神之父，索爾的父親，洛基的養父，原型為北歐神話中的奧丁，擁有強大的力量。 |
| 史戴倫·史柯斯嘉            | 艾瑞克·沙維格             | 天體科學家，當初被洛基洗腦導致頭腦有点错乱，但他仍十分理解這次宇宙所面臨的危機。 |
| 艾德里斯·艾巴              | 海姆達爾                  | 光之神，阿斯加德的守護者，負責看守著彩虹橋，為人忠誠、正義且富責任感。 |
| 基斯杜化·艾克斯頓          | 魔雷基                    | 黑暗魔兵領袖，黑暗世界的領主，率領黑暗魔兵企圖染指阿斯嘉在五千年前所奪走的黑暗物質「乙太」（现实宝石），得以讓整個宇宙陷入無盡黑暗之中。                                                                 |
| 艾德瓦利·亞肯努耶-阿嘉巴傑 | 「」阿爾戈姆              | 黑暗魔兵，聽從於魔雷基的命令，黑暗魔兵中最強大的戰士。 |
| 凱特·丹寧絲                | 黛絲·路易斯               | 珍的實習生兼好友，幽默自在，但也喜欢嘲讽别人，稱雷神之鎚為「」（）。 |
| 蕾妮·羅素                  | 芙瑞嘉                    | 奧丁之妻，索爾的母親，洛基的養母。 |
| 傑米·亞歷山大              | 希芙                      | 索爾的戰友，冷靜聰穎。能在地球和阿斯嘉間瞬間移動，武器雙頭刃能夠切開通往地球和阿斯嘉以外的空間大門。 |
| 薩克利·列維                | 范達爾                    | 戰士三人組之一，綠衣劍客，帥氣公子，武器為劍。 |
| 雷·史蒂文森                | 沃斯塔格                  | 戰士三人組之一，紅衣戰斧，力大無窮，武器為四刃斧。 |
| 淺野忠信                   | 后剛                      | 戰士三人組之一，藍衣殺手，沉默寡言，武器為刺球棍及各式暗器。 |
| 強納森·霍華                | 伊恩·布斯比               | 黛絲的實習生。 |
| 托尼·庫蘭                  | 波爾                      | 奧丁的父親，索爾的爺爺，客串。 |
| 班尼西歐·戴托羅            | 「收藏者」坦利亞·帝凡     | 片尾客串。帝凡集團的領袖，以收藏東西為樂，目前在努力搜集無限寶石。 |
| 奧菲利亞·拉維邦德          | 卡琳娜                    | 帝凡的女僕，片尾客串。 |
| 克里斯·伊凡                | 「美國隊長」史提芬·羅傑斯 | 客串。洛基調侃索爾時曾變身為美國隊長。 |
| 史丹·李                    | 精神病院老頭              | 客串。 |

## 製作

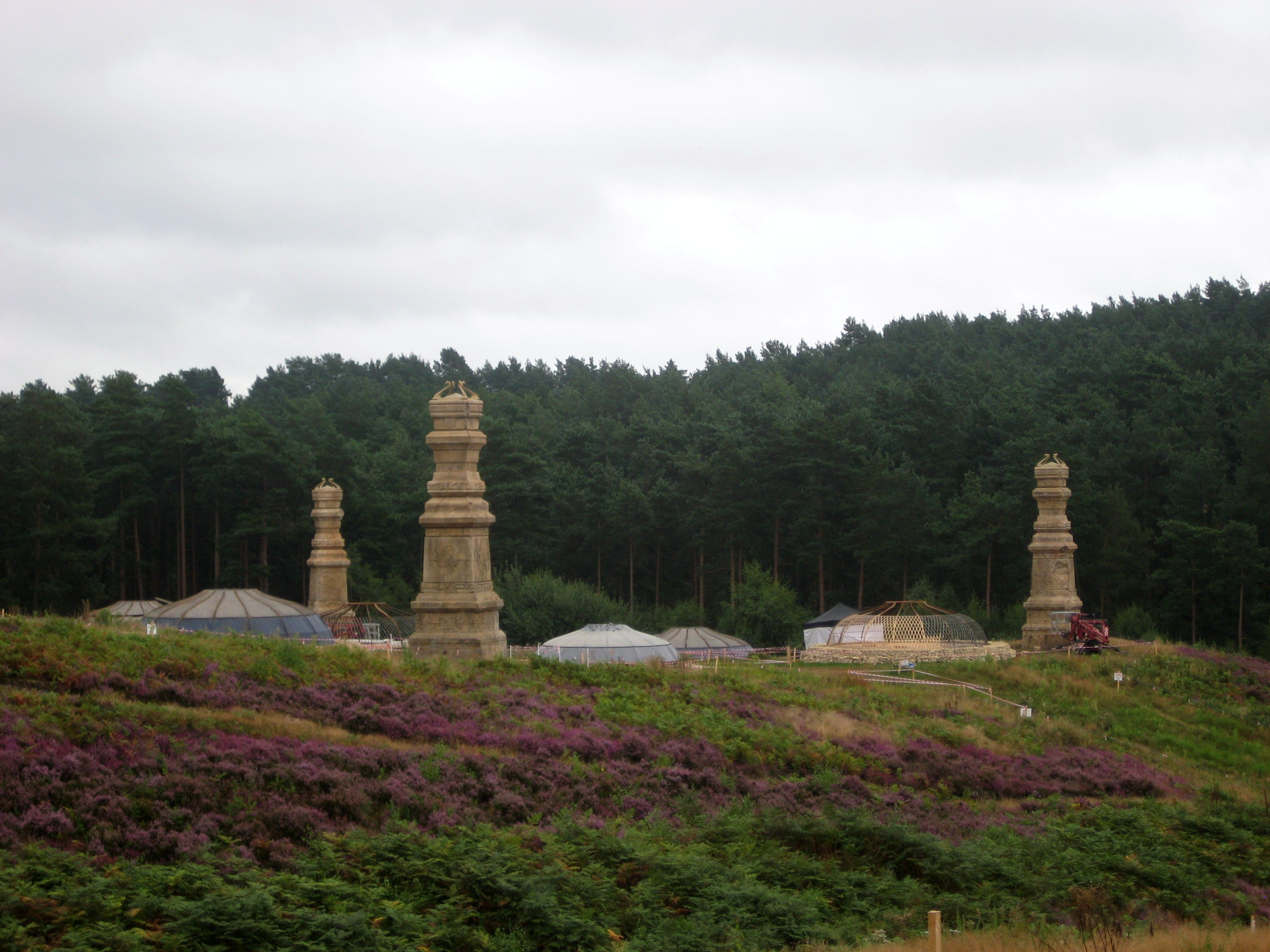
《雷神奇俠2：黑暗世界》在英國Bourne Wood, Farnham, Surrey的拍攝場景。

2012年9月12日，報導稱電影最近已經在英國開拍，有狗仔隊偷拍到外景場地內女角之一的傑米·亞歷山大和臨時演員打扮成充滿魔幻味的武士動武，爆破場面亦很強勁，不過雷神就未見踪影。

## 市場推廣

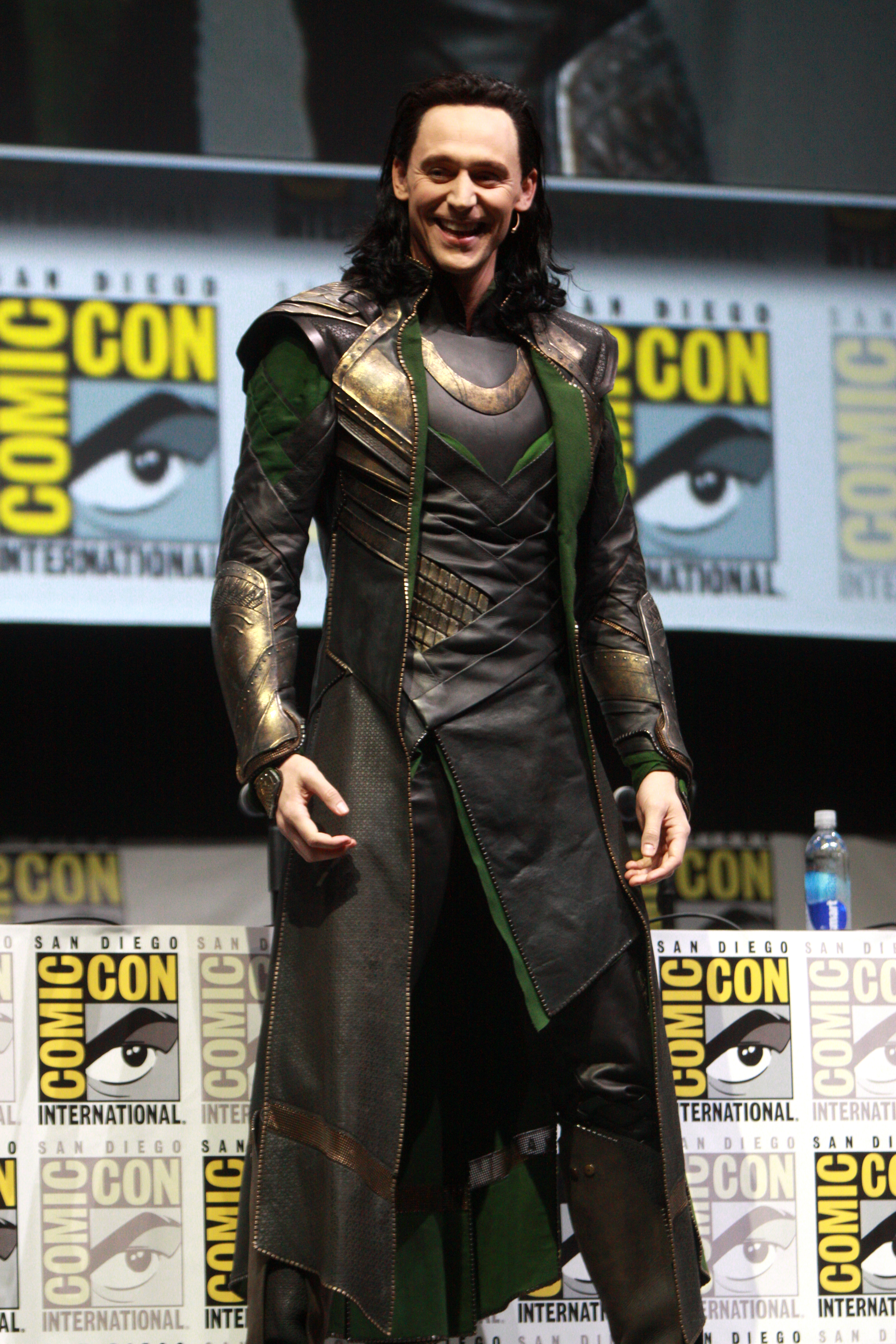
汤姆·希德勒斯顿在2013年的聖地牙哥動漫展中以洛基的形象現身。

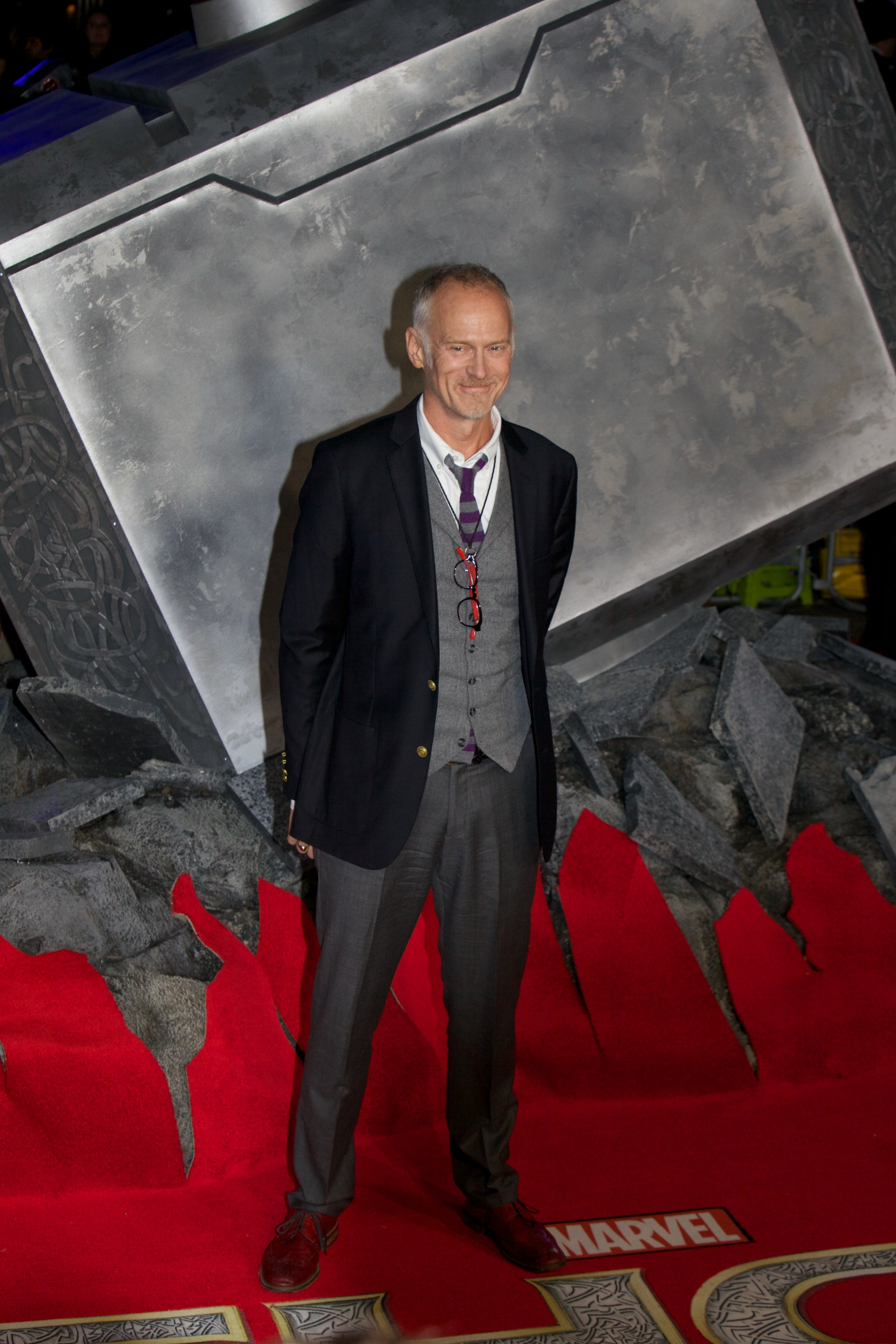
導演亞倫·泰勒出席在英國倫敦舉行的首映禮。

《雷神奇俠》續集的預告片於2013年4月23日在網上發佈。
2013年10月11日，扮演邪神「洛基」的汤姆·希德勒斯顿，在北京宣傳《雷神奇俠2：黑暗世界》，他在記者會上獲贈特別版洛基權杖，即場脫下西裝外套耍弄權杖。
2013年10月16日，汤姆·希德勒斯顿到韓國宣傳電影《雷神奇俠2：黑暗世界》，並在少女時代的黃美英陪伴下遊覽韓國錄影節目，二人更走訪了首爾南山塔觀光。 
2013年10月23日，《雷神奇俠2：黑暗世界》在倫敦舉行首映禮，三位主角克里斯·漢斯沃、妮妲莉·寶雯及汤姆·希德勒斯顿均前來支持，而現場更展示了巨型的「雷神之鎚」。
2013年10月，美國洛杉磯迪士尼樂園推出了稱為「雷神：阿斯嘉特的寶藏」遊樂區，賓客可以在此見到阿斯嘉特的許多寶物，並且跟雷神見面。
2013年11月4日，《雷神奇俠2：黑暗世界》在荷里活El Capitan戲院舉行首映禮，克里斯·漢斯沃和汤姆·希德勒斯顿都有前來支持，然而女主角妮妲莉·寶雯卻未有現身。而克里斯的弟弟連恩·漢斯沃亦趁著拍戲休息前來支持。
有網民將本來為主角雷神基斯·咸士禾夫與女主角妮妲莉·寶雯相擁的海報，改為雷神與其弟弟邪神湯·希度士頓相擁。中國上海竟有戲院信以為真，將這幅被惡搞的圖片當成正式電影海報置於戲院內作宣傳。
占美·金梅在其美國廣播公司的清談節目中，製作了一個以女性為對象的《雷神奇俠2：黑暗世界》電視廣告，在其節目中播出，並稱之為。

## 評價
根据評論匯總网站爛番茄汇总的290篇评论文章，67%的评论家给予该作正面评价，使之獲得「認證新鮮」標識，平均打分为6.2分（满分10分）。在Metacritic上，44位影評人共給予了54分的分數（滿分100分），這部電影獲得了「評價褒貶不一或一般」。一般认为本片充满幽默与高风险的动作场面，较符合影迷的口味，但主要批評於缺乏吸引人的劇情。
明報的石琪給予3星半（最高5星），他說：「《雷神奇俠2》最生動有趣是現代倫敦戲，科學家妮妲莉·寶雯與女門徒及男實習生都妙趣橫生，在石柱陣裸跑的瘋狂教授亦有奇趣。神國惡鬥也增添了奇情，演雷神的基斯·咸士禾夫愈來愈有型，演反叛弟弟的湯·希杜斯頓好戲，到底是忠是奸相當懸疑。」

## 聯繫
電視劇《神盾局特工》中，第八集〈水井〉（The Well）與第十五集〈聽命〉（Yes Men）與此部電影有聯繫。
- 第八集的發生時間位於此部電影結束後，神盾局的小組開始來到格林威治大學中收拾殘局，其中包括損毀的黑暗之塔。
- 第十五集中，一名來自於阿斯嘉的女囚犯在電影中黑暗魔兵攻打時暗中逃離，並利用洛基使用的秘密通道逃到地球，而迫使希芙利用彩虹橋來到地球而與神盾局並肩作戰。

在《复仇者联盟4：终局之战》中，索尔与火箭浣熊穿越回此部电影的时间點，从珍·佛斯特身上取回现实原石，而索尔在离开前亦取走了雷神之锤。

## 票房
此片全球票房達到6.44億美元。
北美方面，首周末收获8,610万美圆列北美電影票房第一位，平均每場都有22,418元的票房。《雷神奇俠2：黑暗世界》在次週以3,840萬美元蟬聯北美票房冠軍。
中国大陆方面，首周3天收获1.33亿人民币列第一位，次周以1.55亿蝉联冠军，最终累计3.42亿。
香港方面，上映首日票房便達到280萬港幣，打破香港非華語電影在十月的單日票房紀錄。電影上映首個周末總收入達到1,600萬港幣，同樣打破了十月上畫的電影票房紀錄。 10月28日至11月3日，票房總收入達到港幣16,766,150元。
台灣方面，首日票房為新台幣2,300萬元；首週四天票房為新台幣1.17億元；次週票房累計至近新台幣2.2億元；第三週票房累計至新台幣2.7億元；最終全台票房為新台幣3.06億元。
| 上一届： 《安德的游戏》 | 2013年美國週末票房冠軍 第45-46周     | 下一届： 《飢餓遊戲2：星火燎原》 |
| 上一届： 《殭屍》       | 2013年香港一週票房冠軍 第43-45周     | 下一届： 《飢餓遊戲2：星火燎原》 |
| 上一届： 《鋼鐵墳墓》   | 2013年台北週末票房冠軍 第44-46周     | 下一届： 《飢餓遊戲2：星火燎原》 |
| 上一届： 《》           | 2013年中国内地一周票房冠军 第45-46周 | 下一届： 《地心引力》            |

## 續集
續集《雷神索爾3：諸神黃昏》在2017年11月3日上映。2015年10月15日，美國《荷里活報道》報導，马克·鲁法洛將會在電影中再次飾演變形俠醫。克里斯·海姆斯沃斯、湯姆·希德斯頓也會回歸。

## 備註
1. ↑  依照漫威電影宇宙上映次序。
2. ↑  依照漫威電影宇宙中故事發生的時間次序，參見漫威电影宇宙#時間線。
3. ↑  參見2012年電影《復仇者聯盟》。
4. ↑  後續劇情參見2014年電影《銀河守護隊》。